# Mandiraja
 (juillet 2018).
Mandiraja est un sous-district du district d'Indonésie (Kabupaten) de Banjarnegara dans la province indonésienne de Java central. Sa superficie est de 5 261 hectares et sa population de 63 679 habitants.

## Géographie
Le district est bordé :

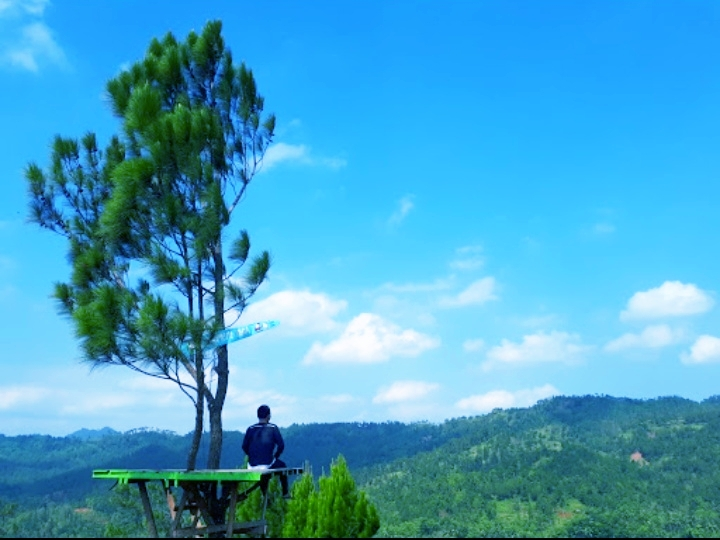
Bukit Watu Sodong

- Au nord par les Kabupaten de Purbalingga et le district Rakit
- À l'est par le district Purwanegara
- Au sud par les Kabupaten de Kebumen
- À l'ouest par le district Purwareja Klampok

## Villages
Le district est divisé en 16 Desa (villages) ou communes :
- Mandiraja Kulon
- Mandiraja Wetan
- Panggisari
- Banjengan
- Kebakalan
- Blimbing
- Kertayasa
- Candiwulan
- Simbang
- Purwasaba
- Glempang
- Salamerta
- Kebanaran
- Somawangi
- Kaliwungu
- Jalatunda